# Rodrigo Viligrón
Rodrigo Andrés Viligrón Barrientos (Purranque, 14 maggio 1976) è un ex calciatore cileno, di ruolo centrocampista.

## Caratteristiche tecniche
È un centrocampista.